# Rangiroa
Rangiroa (IPA: räŋ-i-ˈrō-ə) a Tuamotu-szigetcsoporthoz tartozó Francia-Polinéziai szigetcsoport. Kb. 50 km hosszú. 25 km széles lagúnájával a Tuamotu-szigeteken a legnagyobb, a Földön pedig a második legnagyobb atoll. 250 szigetből, homokpadból áll, melyek összterülete kb. 170 km². Repülővel kb. 1 óra az út Tahitiról Rangiroa szigetére.